# Gręzino
Gręzino (deutsch Granzin) ist ein Dorf in der polnischen Woiwodschaft Westpommern. Es gehört zur Gemeinde Rąbino (Groß Rambin) im Powiat Świdwiński (Kreis Schivelbein).
Das kleine hinterpommersche Dorf Gręzino liegt 19 Kilometer südlich von Białogard (Belgard) und ist auf einer Nebenstraßenverbindung Białogard–Rąbino–Połczyn-Zdrój (Bad Polzin) über den Abzweig Rzecino (Retzin) zu erreichen. Die nächste Bahnstation ist das sieben Kilometer entfernte Rąbino an der Danzig-Stargard.
Granzin war bis 1945 ein Vorwerk von Retzin (Rzecino) und ist bis heute mit dieser Gemeinde eng verbunden. Im Jahr 1804 kam das Gut Granzin in den Besitz des Retziner Gutsherrn Ernst Friedrich Leopold von Münchow. Mit der Gemeinde Retzin gehörte Granzin bis 1945 zum Amts- und Standesamtsbezirk Arnhausen (polnisch: Lipie).
Damals gehörte die Gemeinde zum Landkreis Belgard (Persante) (Białogard) und zum Amtsgerichtsbereich Bad Polzin. Der Gendarmerieposten war in Groß Rambin stationiert.
Heute ist Gręzino ein Teil der Gmina Rąbino im Powiat Świdwiński.
Kirchlich gehörte Granzin bis 1945 zum Kirchspiel Arnhausen (Lipie) im Kirchenkreis Belgard in der Kirchenprovinz Pommern der evangelischen Kirche der Altpreußischen Union. – Heute liegt Gręzino im Kirchspiel Koszalin (Köslin) in der Diözese Pommern-Großpolen der polnischen Evangelisch-Augsburgischen Kirche.